# Anthrax arenosa
Anthrax arenosa är en tvåvingeart som först beskrevs av Daniel William Coquillett 1892.  Anthrax arenosa ingår i släktet Anthrax och familjen svävflugor. Inga underarter finns listade i Catalogue of Life.